# Klapopteryx armillata
Klapopteryx armillata är en bäcksländeart som beskrevs av Navás 1928. Klapopteryx armillata ingår i släktet Klapopteryx och familjen Austroperlidae. Inga underarter finns listade i Catalogue of Life.